# Priero
Priero (Prié in piemontese) è un comune italiano di 474 abitanti della provincia di Cuneo in Piemonte.

## Geografia fisica
Priero è situata lungo la sponda destra del torrente Cevetta, alle pendici delle Alpi liguri. Il comune è situato a 6 km ad est di Ceva e a 57,5 km ad est del capoluogo provinciale Cuneo.

## Storia
Il primo nucleo abitativo nasce all'incirca nell'anno 1000, sulla collina del Poggio, a sud dell'attuale borgo: era sede di una pieve dedicata alla Beata Vergine Maria, dipendente dal monastero di San Benedetto al Belbo.
Priero è posto al confine con quel di Savona per cui ha avuto sempre un legame storico con la Liguria.
Per fortuna sono conservati documenti medievali provenienti da varie raccolte quali l’atto fondativo del borgo risalente al 1387 e due catasti conservati nell’archivio storico comunale datati 1665 e 1799 e toponimi orali, raccolti nel corso del 2016.
Il  comune di Priero ha  contribuito alla ricerca per conoscere le proprie radici. Purtroppo in mancanza di fonti certe non è possibile delineare e descrivere il borgo e il suo connotato urbano nel periodo antecedente al secolo XIV ma è  possibile immaginare che questi insediamenti ricalcano in parte quelli tipici altomedievali. La posizione del paese, come si  nota a prima vista, rappresenta il punto d'unione e convergenza di due vie principali di comunicazione con la Riviera ligure: quella per il valico di Montezemolo e quella attraverso Murialdo e Castelnuovo di Ceva.
La prima citazione di una località denominata Prieli è contenuta nella dotazione del monastero di Santa Maria di Castiglione presso Parma (1033), pubblicata nel 1717 da Ludovico Antonio Muratori. Si suppone da uno studio accurato che Priero è il toponimo compreso in un elenco di località che ha come precedente Sala (Sale) subito seguito da Niela (Niella Tanaro) che sono luoghi confinanti.
Nella parte collinare e maggiormente esposta al sole sono presenti due frazioni storiche del paese (Campetto e Costa): località che non conservano molte strutture architettoniche medievali ma la cui ubicazione e sviluppo ha antica origine. La chiesa di San Giuliano in Campetto in documenti datati 1573 viene indicata come chiesa parrocchiale in una visita pastorale del vescovo Marino, trascritta parzialmente da Coccoluto, che la indica come antica pieve di Priero.
La pieve di Priero, per la prima volta descritta nel 1325, era compresa allora nella diocesi di Alba soprintendente un vasto territorio che comprendeva anche Castelnuovo di Ceva, Montezemolo e Perlo (oggigiorno provincia di Cuneo) alla quale si aggiungevano (oggigiorno inseriti nella odierna provincia di Savona) Murialdo, Osiglia, Calizzano e Bardineto.
Sul Poggio dirimpetto alla frazione Campetto esistono i resti di un castello apparentemente tardomedievale e la chiesa di Santa Maria con affreschi del XV e XVI secolo. Secondo autorevoli studiosi, tra i primi Giovanni Conterno, la pieve di Priero sarebbe la chiesa di Santa Maria e non la già indicata San Giuliano in Campetto.
Nel 1387 fu fondato il borgo di Priero, ancora oggi ben conservato  tanto da renderlo di notevole impatto turistico con i suoi portici attraversato dalla strada principale. Si tratta di una villa nova composta a maglie ortogonali. All'epoca rappresentò un caposaldo importante del marchesato di Ceva lungo le strade per la Riviera.
Oltre alle vie che vi convergono, il neonato borgo è geograficamente prossimo ai ruscelli dalle quali venne sfruttata la forza idraulica mentre l'acqua potabile, abbondante, viene fornita da un pozzo che si trova nei pressi. 
La costruzione del borgo raccolse la popolazione dei dintorni, inglobando anche forse le abitazioni precedenti, la chiesa principale fu trasferita in uno dei suoi angoli, dove alcuni resti di affresco, risalenti al XV-XVI secolo sono ancora visibili. Sul borgo svetta una delle torri risalenti al 1300-1400, fortunatamente per buona parte ancora intatta.
Nel XVIII secolo la antica chiesa medievale del borgo fu demolita e fu costruita quella attuale nella piazza principale del paese.
L'antica torre di Priero
La si nota subito da ogni direzione giungendo al borgo. È  infatti l'elemento caratterizzante di Priero. Come precedentemente accennato la pieve dedicata alla Beata Vergine Maria dell'anno mille era formata da un ricetto, (struttura fortificata) che era sede di un visconte alle dirette dipendenze dell’impero. Abitato sino alla prima metà del secolo XIV il territorio dopo quel periodo passò al Marchese di Ceva.
La data che porta alla costituzione e costruzione del borgo come vediamo oggi è il 1387: il 30 giugno di quell'anno venne sottoscritta una transazione fra Girardo Marchese di Ceva (Signore di Priero) con Giacomo Zoppo, sindaco di Priero, in base alla quale si stabilivano criteri di costruzione del "burgum novum", ossia l’attuale centro storico. La costruzione ha seguito un piano prefissato: la transazione sopracitata citava il fatto che si “dovrà contribuire alla fortificazione dello stesso Borgo secondo gli Statuti fatti e che si faranno da parte dei consiglieri di detto luogo di Priero e da quattro maestri dello stesso luogo".
La strada che portava a Savona attraversava il borgo tra due porte nella cinta muraria, porticata sui due lati. Un’altra porta si apriva sul lato sud verso il ponte edificato sulla confluenza dei torrenti Cevetta e Campetto. Questo ponte fu distrutto da una piena all’inizio del 1800 e non più ricostruito.
Presso la torre maggiore oggi ancora visibile sorgeva il castello costruito e ricostruito, nel 1260 dal Marchese di Ceva e Signore di Priero che deteneva poteri su i territori estesi fra Monregalese e la confinante Liguria. Il castello, pervenuto alla famiglia Doria nel 1500, venne ristrutturato a dimora signorile, venne poi distrutto alla fine del 1700 dalle truppe del Maresciallo Catinat.
Il nucleo ha una struttura urbanistica tipicamente medievale a pianta rettangolare con ancora visibili i resti delle quattro torri angolari e del vecchio castello.
Parte delle mura di fortificazione sono inglobate in alcune strutture abitative con i camminamenti di ronda presenti al piano superiore della Confraternita di Santa Croce.
Delle quattro torri solamente quella nell’angolo nord-est, posta a controllo dell’accesso della strada da Montezemolo, è tuttora perfettamente conservata.
È un’alta torre di forma rotonda, massiccia, risalente al XII-XIII secolo, in muratura di pietra grigia, traforata da tante file di buche pontaie con alcune aperture rettangolari realizzate in epoca posteriore.
Il coronamento sporge a sbalzo su una fila di beccatelli dritti e molto alti congiunti ad arco con caditoie piombanti. Oggi presenta una copertura a tetto conico ma in origine terminava con una merlatura.
Qua nacque il teologo Silvestro Mazzolini, probabilmente il primo teologo ad attaccare pubblicamente la dottrina di Martin Lutero, con il quale ebbe una lunga controversia.

### Simboli
Lo stemma e il gonfalone sono stati concessi ufficialmente con decreto del presidente della Repubblica dell'8 gennaio 1997.
Lo stemma è fasciato di rosso e d'argento; con il capo di azzurro, caricato di tre pietre d'argento, unite tra loro. Il gonfalone è un drappo partito di bianco e di rosso.

## Monumenti e luoghi d'interesse

### Architetture civili
- Via Roma caratteristia la presenza dei portici

### Architetture militari
- Castello, residenza dei Signori di Priero
- Torre Maestra, annessa al castello, è a sezione circolare e risalente alla seconda metà del XIV secolo; si caratterizza per l'altezza pari al suo diametro (36x36 metri)

## Società

### Evoluzione demografica
Abitanti censiti

### Etnie e minoranze straniere
Secondo i dati Istat al 31 dicembre 2017, i cittadini stranieri residenti a Priero sono 79, così suddivisi per nazionalità, elencando per le presenze più significative:
1. Marocco, 33

## Amministrazione
Di seguito è presentata una tabella relativa alle amministrazioni che si sono succedute in questo comune.
| Periodo        | Periodo        | Primo cittadino     | Partito                      | Carica  | Note  |
| -------------- | -------------- | ------------------- | ---------------------------- | ------- | ----- |
| 6 agosto 1985  | 19 maggio 1990 | Egidio Zoppi        | lista civica                 | Sindaco | [ 9 ] |
| 19 maggio 1990 | 24 aprile 1995 | Silvano Barattero   | lista civica                 | Sindaco | [ 9 ] |
| 24 aprile 1995 | 7 marzo 1996   | Silvano Barattero   | centro                       | Sindaco | [ 9 ] |
| 10 giugno 1996 | 17 aprile 2000 | Franco Barbiero     | lista civica                 | Sindaco | [ 9 ] |
| 17 aprile 2000 | 5 aprile 2005  | Franco Barbiero     | lista civica                 | Sindaco | [ 9 ] |
| 5 aprile 2005  | 30 marzo 2010  | Andrea Paolo Boasso | lista civica                 | Sindaco | [ 9 ] |
| 30 marzo 2010  | 1º giugno 2015 | Daniele Vigliero    | lista civica                 | Sindaco | [ 9 ] |
| 1º giugno 2015 | in carica      | Alessandro Ingaria  | lista civica: Priero è bella | Sindaco | [ 9 ] |

### Altre informazioni amministrative
Il comune di Priero faceva parte della comunità montana Alto Tanaro Cebano Monregalese.